# Форте-дей-Мармі
Форте-дей-Мармі (італ. Forte dei Marmi) — муніципалітет в Італії, у регіоні Тоскана, провінція Лукка.
Форте-дей-Мармі розташоване на відстані близько 300 км на північний захід від Рима, 90 км на захід від Флоренції, 29 км на північний захід від Лукки.
Населення — 7642 особи (2014). Щорічний фестиваль відбувається 28 серпня. Покровитель — S. Ermete martire.

## Демографія
Населення за роками:

Станом на 1 січня 2023 року в муніципалітеті офіційно проживав 451 іноземець з 46 країн, серед них 139 громадян країн Євросоюзу та 12 громадян України.

## Сусідні муніципалітети
- Монтіньозо
- П'єтразанта
- Серавецца

## Цікаві факти
Селище — популярне місце для відпочинку російських олігархів, що мають тут житло (Дерипаска, Прохоров, Абрамович), також тут розташовано вілу Володимира Зеленського. Вона має 15 кімнат і куплена за 3.8 млн євро, кандидат в президенти не задекларував це майно.